# Glossario di Reichenau
Il Glossario di Reichenau è uno dei più antichi documenti che testimoniano il passaggio dal latino alle lingue romanze. Il glossario è contenuto in un manoscritto alto-medievale conservato a Karlsruhe (Ms. Karlsruhe 115), ma proveniente dalla biblioteca dell'Abbazia benedettina di Reichenau, sul lago di Costanza, benché non copiato in questo scriptorium. Si tratta di una considerevole raccolta di 5000 lemmi, accompagnati dalle relative esplicazioni suddivise in due sezioni.
Ignoto è l'autore, forse un monaco della Francia settentrionale, ma incerta è pure l'epoca di composizione. Gerhard Rohlfs, infatti, riporta una datazione di fine VIII secolo. Altri propendono per una datazione non anteriore all'inizio del IX secolo, mentre altri ancora ne sostengono come più probabile la composizione durante il X secolo.
Si compone di una lista di parole latine affiancate a voci corrispondenti in latino volgare e romanzo appartenente all'area linguistica francese.
Le glosse affiancano parole del latino classico (spesso non riportate correttamente) a innovazioni latine, alcune delle quali avranno poi fortuna nelle lingue romanze:

## Esempi di glosse
- canere : cantare (cfr. it. cantare, fr. chanter, sp. cantar)
- caseum : formaticum (cfr. fr. fromage «cacio», it. formaggio, cat. formatge)
- iecore : ficato (cfr. it. fegato, fr. foie, sp. higado)
- isset : ambulasset (cfr. it. ambiasse, romeno umblase)
- leva : sinistra (cfr. it. sinistra, fr. senestre)
- ludebant : iocabant (cfr. it. giocavano, fr. jouaient, sp. jugaban)
- pulchra : bella (cfr. it. bella, fr. belle)
- saniore : plus sano (cfr. it. più sano, fr. plus sain: nuova forma di comparativo romanzo)